# Абидов, Абдурахим Абидович
Абдурахим Абидович Абидов (узб. Abdurahim Abidovich Abidov; 15 октября 1929; Ташкент, Узбекская ССР, СССР — 21 июля 2010; Ташкент, Узбекистан) — советский и узбекский учёный, иммунолог, член-корреспондент АМН СССР, академик Академии наук Республики Узбекистан (2000), заслуженный врач Узбекской ССР.

## Биография
Родился в Ташкенте в 1929 году.
Окончил Ташкентский медицинский институт в 1953. Впоследствии работал врачом-терапевтом и главным врачом станции скорой помощи в городе Ташкенте. С 1955 являлся научным сотрудником Ташкентского научно-исследовательского института вакцин и сывороток МЗ СССР, а позднее занимал пост директора данного института. Параллельно с этим с 1972 являлся заведующим кафедрой микробиологии Ташкентского Медицинского Института. В 1965 защитил докторскую диссертацию, а с 1967 являлся профессором. В 2000 году был избран действительным членом Академии наук Узбекистана.

## Научная деятельность
Под руководством А. А. Абидова в Ташкентском НИИ вакцин и сывороток разработаны методы получения химически сорбированных брюшнотифозных и паратифозных вакцин, а также метод получения сухих легко растворимых дозированных противостолбнячных сывороток, которые затем были внедрены в производство. Проведены исследования по созданию моно- и поливалентных противозмеиных сывороток, в частности, предложены моновалентные сыворотки в отношении ядов кобры, эфы, гюрзы, а также противокаракуртовая сыворотка. Он внес неоценимый вклад в разработку инновационной вакцины против холеры.
Академик А. Абидов опубликовал свыше 160 научных работ, в том числе 3 монографии, а также более 300 статей в областях микробиологии, эпидемиологии, вирусологии, инфекциологии и паразитологии. Изучил механизмы образования атипичных дизентерийных бактерий, предложил методы их идентификации.
А. Абидов тесно сотрудничал с коллегами из других стран, так он консультировал министерство здравоохранения Сирии, а также содействовал развитию сотрудничества с Индией в сфере микробиологии. В годы руководства А. Абидовым Ташкентским НИИ Узбекистан был одним из ведущих стран-экспортеров вакцины и сыворотки в примерно 24 страны мира.
А. А. Абидов состоял членом правления общества микробиологов, эпидемиологов, вирусологов и паразитологов СССР, почетным членом Объединённого общества микробиологов, эпидемиологов, гигиенистов и инфекционистов Казахской ССР.